# Adham Khan

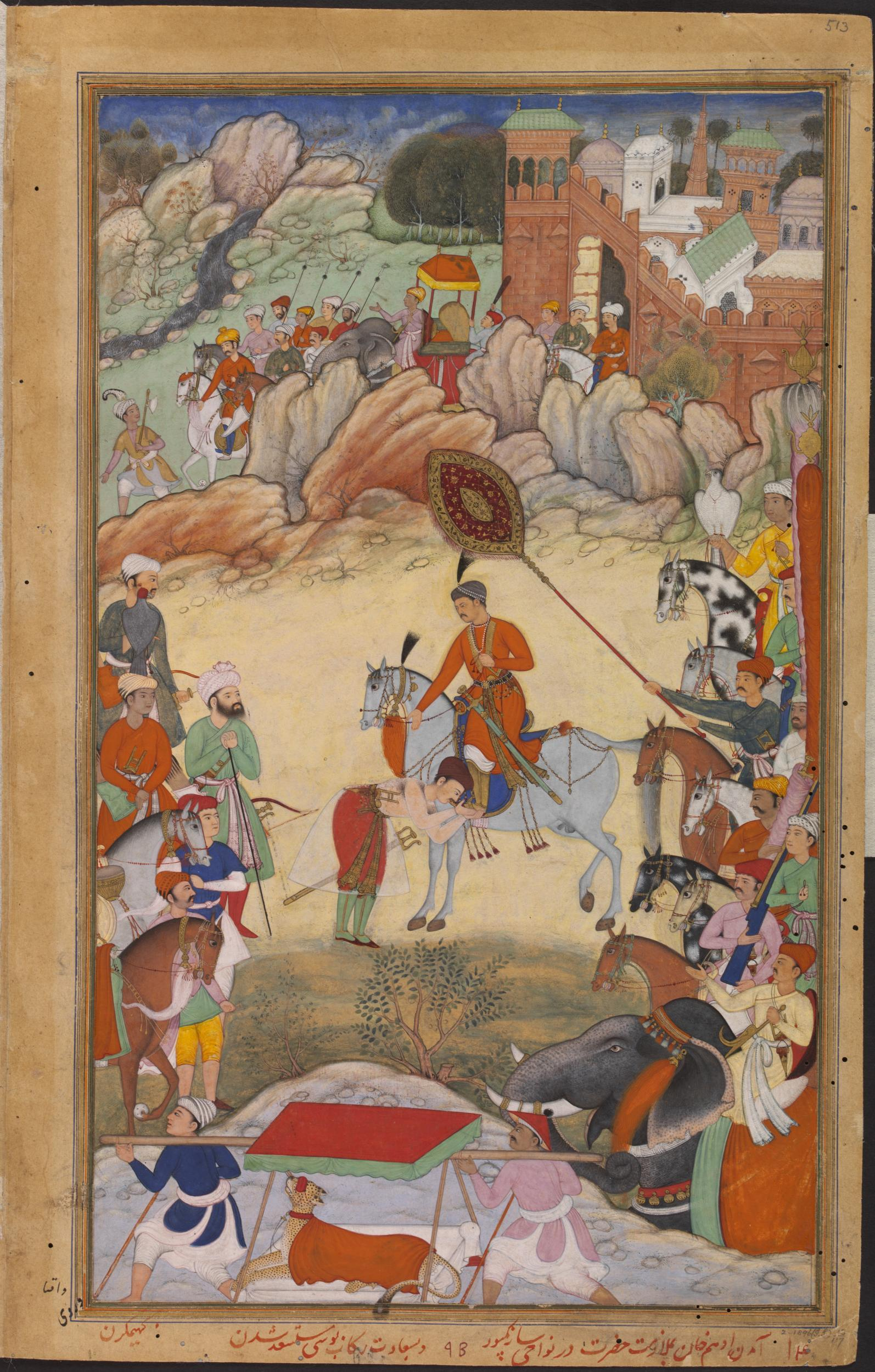
Adham Khan zahlt Tribut an Akbar in Sarangpur

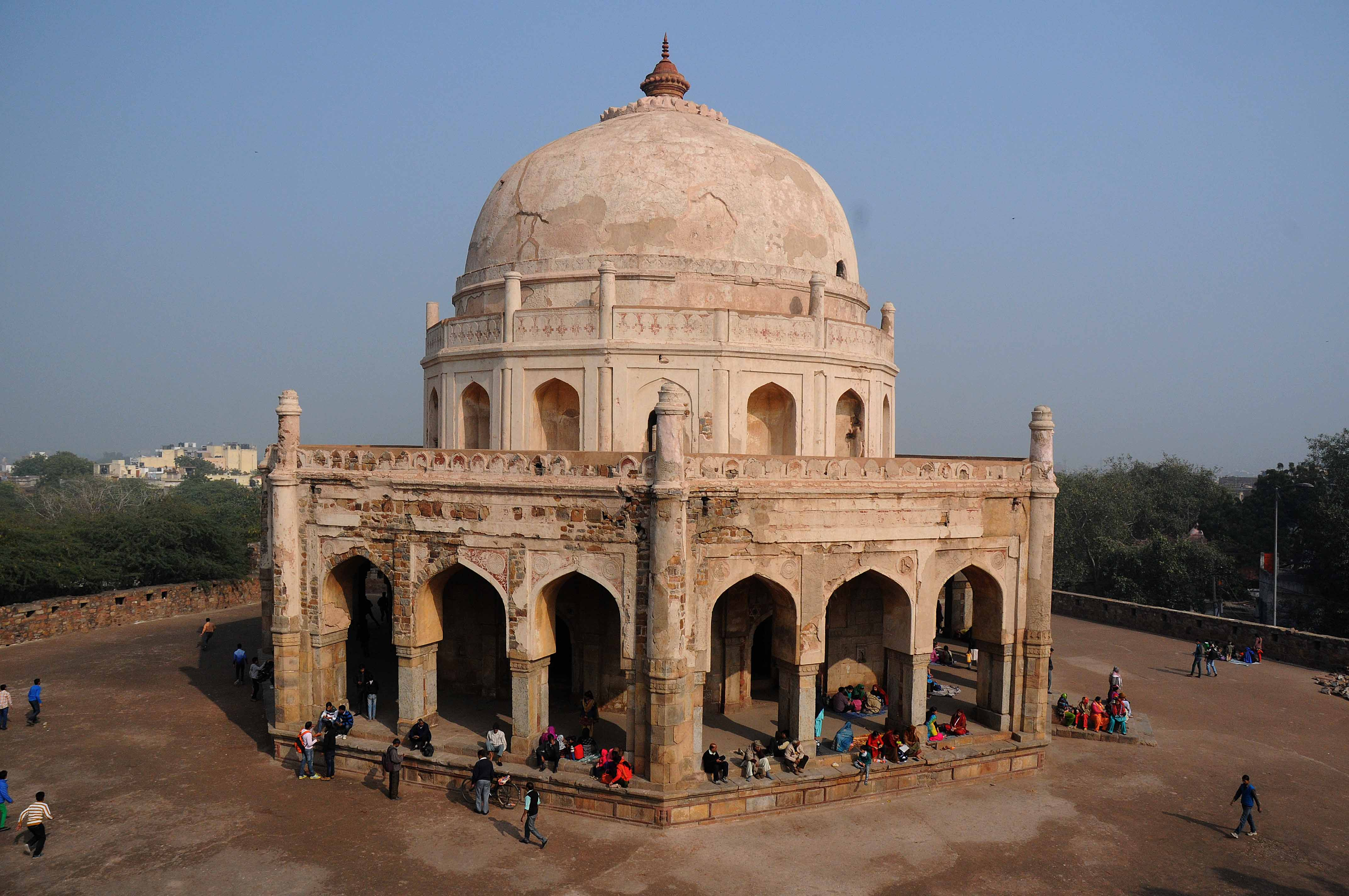
Adham-Khan-Mausoleum

Adham Khan (* 1531; † 16. Mai 1562 in Agra) war ein einflussreicher Politiker im Mogulreich.

## Familie
Adham Khan war der Sohn von Maham Anaga, der Amme des Großmoguls Akbar I., der zu ihr und ihrem Sohn, Akbars Milchbruder, eine enge Beziehung hatte. Sein Bruder war Quli Khan. Adham Khan heiratete Javeda Begum und Moti Bai; letztere war eine Hofdame Mariam uz-Zamanis, der Hauptfrau Akbars. Darüber hinaus ehelichte er auch Tasmin Begum, ein Mädchen aus Akbars Harem. Er hatte zwei Söhne und zwei Töchter, die später Ehen mit hochrangigen Persönlichkeiten eingingen.

## Biografie
Adham Khan war zunächst in der Verwaltung des Reiches tätig, entwickelte sich aber bald zu einem Konkurrenten des Feldherrn Bairam Khan, der zu diesem Zeitpunkt einen Großteil der Regierungsgeschäfte leitete. Adham Khan war im Jahr 1561 zusammen mit Pir Muhammad Khan an der Eroberung von Mandu, der Hauptstadt des Sultanats Malwa beteiligt, handelte jedoch nach dessen Fall dem Befehl Akbars zuwider, keine Gefangenen zu versklaven. Im Jahre 1561 wurde Bairam Khan seines Amtes enthoben und musste eine Pilgerreise nach Mekka unternehmen. Als Adham Khan den Premierminister Shamsaddin Muhammad Atga im Palast des Herrschers in Agra erstach, stieß Akbar ihn am 16. Mai 1562 eigenhändig von der Veranda des Palastes. Da er beim ersten Sturz nicht umkam, wurde er auf Befehl Akbars erneut hinuntergeworfen, wonach er den Tod fand.
Sein Mausoleum steht in Mehrauli westlich des Qutb-Komplexes bzw. des nahegelegenen archäologischen Parks im Süden Delhis. Dort ist auch seine Mutter bestattet, die nur 40 Tage nach dem Tod ihres Sohnes verstarb.

## Sonstiges
Beim Feldzug gegen das Sultanat Malwa soll er sich in Roopmati, die Frau des Sultans Baz Bahadur, verliebt haben, die sich aber bei der Nachricht von der Niederlage vergiftete.